# Limes (utvrđena rimska granica)
Limes (latinski za „granica”) je granica i utvrđeni obrambeni sustav koji se prostirao graničnim područjima radi obrane Rimskog Carstva.

## Nastanak
Da bi obranio Carstvo i njegove stanovnike, car Oktavijan August nastojao je pomaknuti granice na pogodnije crte, prvenstveno vodene prepreke. Radi toga je zauzeo sve zemlje na desnoj obali Dunava, a granicu u Germaniji pomaknuo je s Rajne na Labu. Rimljani su se početkom Kristove ere trajno povukli na granice i stvorili su sustav stalnih logora iz kojeg se vremenom razvio limes.
Limesi su nastali u mnogim dijelovima Rimskog Carstva a sastojali su se od sustava pograničnih puteva, kula za osmatranje i utvrda. Ponegdje su izgradili i bedeme od zemlje ili kamena, rovove i slično. U pozadini limesa, ponekad i više stotina kilometara od njih, nalazili su se logori s jednom ili više legija, koje su intervenirale po potrebi.

## Limesi
Limes se prostirao 5000 km sve od Hadrijanovog i Antoninovog limesa u Britaniji, preko središnje Europe do Crnog mora, pa sve do Crvenog mora i Sjeverne Afrike. Limesom je upravljao njegov zapovjednik zvan dux limitis („kralj granice”).
Od sjevera prema jugu, rimski limesi su bili:
- Antoninov zid i Hadrijanov zid u Britaniji
- Limes Germanicus u Germaniji
- Dunavski limes koji je činio Panonski limes (Limes Panonicus) na sjeveru i Mezijski limes (Limes Moesiae) u Vlaškoj
- Trajanov zid u Istočnoj Europi podignut je nakon osvajanja Dacije
- Limes Alutanus i Limes Transalutanus u Daciji
- Limes Arabicus u Arabiji
- Limes Tripolitanus u Libiji

## Dunavski limes
Na teritoriju Hrvatske i ostalih okolnih zemalja limesi su bili dio Dunavskog limesa ili limesa Claustra Alpium Iuliarum u Istri. Dunavski se limes sastojao od panonskog i mezijskog dijela. Sveukupno, obrana Dunava se sastojala od 12 legionarskih utvrda, više od 200 pomoćnih utvrđenja i stotina nadzornih tornjeva. Utvrde su međusobno bile udaljene 10 – 30 km, a tornjevi 1 – 2 km.

### Panonski dio
Panonski limes išao je do Singidunuma (Beograd). Najprije se sastojao od bedema s kulama od drveta, a potom od opeke ili kamena. Poslije su podignuti stalni logori legija. Poznatiji logori bili su Castra Regina, Castra Batava, Pasau, Vindobona, Carnuntum, Aquincum, Altinum (Mohač), Ad Militare (Batina), Cusum (Petrovaradin), Acumincum (Stari Slankamen).
Panonski limes na prostoru današnje Hrvatske i Srbije može se podijeliti na baranjski i srijemski dio. 
- Baranjski odsjek išao je od Murse (Osijek) do Batine i imao je utvrđeni vojni put. Kašteli su bili kod mjesta Batine, Ad Novas (Zmajevca, 7 km od Batine), Mursa Minor (Darda), Aureus Mons (Kamenac, 8 km od Zmajevca) i Albano (Luško, 8 km istočno od Zmajevca).
- Srijemski limes išao je od Teutoburgiuma (Dalj) do Taurunuma (Zemun). Uz njega je išao put od St. Budima do Starog Slankamena i dalje ka Zemunu. Važniji kašteli su kod S. Slankamena, kod Petrovaradina, Bononia (Banoštor), Onagrinum, Quctium (Ilok), Cornacum (Sotin). Istočno od S. Slankamena bila su utvrđenja kod Burgene (Novi Banovci), Ritium (Surduk) i kod Zemuna.

### Mezijski limes
Mezijski limes išao je od Crnog mora do Singidunuma (Beograda). Vojni put išao je desnom obalom Dunava, kod Đerdapa bio je drvene konstrukcije (rupe za debla u stijenama). Stalni logor bio je današnji Kalemegdan a na lijevoj obali Dunava kaštel Panoucea (Pančevo). Kašteli na desnoj obali bili su i Vincea (Vinča), Tricornium (Ritopek), i na ušću Velike Morave, možda kod Kuliča. Glavno utvrđeno mjesto bio je Viminatium, blizu ušća Mlave u Dunav na visoravni. Kod Rama je bilo utvrda Lederata. Kaštel Pincum kod Velikog Gradišta danas je pod vodom. Postoji još čitav niz kaštela i utvrđenja na ovom području.
- Banatski limes (Limes Dacicus) izgrađen je poslije osvajanja Dacije radi rudnika u jugozapadnim Karpatima. Glavna utvrđenja su bila Tibiscum (Karansebeš) i Župa na ušću Bistre u Tamiš.
- U Bačkoj postoje rimski šanci s malim i velikim bedemom. Mali bedem ide od Apatina do Bačkog Petrovog Sela, a veliki od Novog Sada do Bačkog Gradišta. Za veliki se smatra da su ga sagradili Jazigi, a mali Slaveni.

## Vanjske poveznice
- Službena stranica Verein Deutsche Limes-Straße  Arhivirana inačica izvorne stranice od 6. veljače 2016. (Wayback Machine)
- Njemačke stranice s kvalitetnim zemljovidima  Arhivirana inačica izvorne stranice od 4. siječnja 2016. (Wayback Machine)
- Vici.org[neaktivna poveznica]
- Livius.org: Limes  Arhivirana inačica izvorne stranice od 7. kolovoza 2008. (Wayback Machine)
- Livius.org: Limes Tripolitanus  Arhivirana inačica izvorne stranice od 7. veljače 2007. (Wayback Machine)